# Seignal
Der Seignal ist ein Fluss in Frankreich, der in der Region Nouvelle-Aquitaine verläuft. Er entspringt unter dem Namen Ruisseau de Bernadou im Gemeindegebiet von Loubès-Bernac, entwässert generell in nordwestlicher Richtung und mündet nach rund 22 Kilometern an der Gemeindegrenze von Saint-Avit-Saint-Nazaire und Sainte-Foy-la-Grande als linker Nebenfluss in die Dordogne. Auf seinem Weg durchquert er die Départements Lot-et-Garonne und Gironde und bildet auf einer Länge von etwa 12 Kilometern auch die Grenze zum benachbarten Département Dordogne.

## Orte am Fluss
(Reihenfolge in Fließrichtung)
- Ligueux
- Razac-de-Saussignac
- Saint-Philippe-du-Seignal
- Saint-Avit-Saint-Nazaire